# 承德 (光緒進士)
承德(1857年—？），字玉龙，号绍武，瓜尔佳氏，滿洲鑲藍旗人，清朝政治人物、進士出身。
光緒五年举人，十二年（1886年），参加光緒丙戌科殿試，登進士二甲126名。同年五月，改翰林院庶吉士。光緒十五年四月，散館，授翰林院編修。后任司经局洗马。